# Gianni Bazzanella
Gianni Bazzanella (Trento, 11 luglio 1940) è un politico italiano della Democrazia Cristiana, presidente della Regione Trentino-Alto Adige dal 1987 al 1992 e della Provincia autonoma di Trento dal 1992 al 1994.

## Biografia
È stato consigliere provinciale dal 1978 al 1993 (VIII, IX e X legislatura). Nel 1984 diventa assessore assessore all'industria: si dimette nel 1985 in seguito al disastro della Val di Stava.
Dal 1987 al 1992 è stato presidente della regione Trentino-Alto Adige. Dal 1989 al 1992 è stato assessore provinciale a agricoltura, cooperazione, caccia e pesca. Nel 1992 il presidente della giunta provinciale Mario Malossini si dimette e Bazzanella lo sostituisce, ricoprendo l'incarico fino al 1994.